# Пиато
Пиа̀то (на италиански: Piatto; на пиемонтски: Piat, Пиат) е село и община в Северна Италия, провинция Биела, регион Пиемонт. Разположено е на 383 m надморска височина. Населението на общината е 559 души (към 2010 г.).